# لورنزو کولاکیونی
لورنزو کولاکیونی (انگلیسی: Lorenzo Collacchioni؛ زادهٔ ۹ اوت ۱۹۸۰) بازیکن فوتبال اهل ایتالیا است.
از باشگاه‌هایی که در آن بازی کرده‌است می‌توان به باشگاه فوتبال فیورنتینا، باشگاه فوتبال سالرنیتانا، البیا کالچو ۱۹۰۵، باشگاه فوتبال پیستویزه، باشگاه فوتبال روبور سیه‌نا، باشگاه فوتبال پیزا، و باشگاه فوتبال آولینو اشاره کرد.
وی همچنین در تیم ملی فوتبال زیر ۱۶ سال ایتالیا بازی کرده‌است.